# Gache

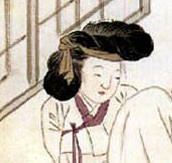
Pintura de mujer coreana con una peluca gache.

Gache es un tipo de peluca muy voluminosa que utilizan las mujeres coreanas. Las mujeres de elevada posición social y kisaeng utilizaban pelucas gache. Al igual que sus contemporáneas occidentales las coreanas consideraban que cuanto mayor y más pesadas fueran las pelucas las mismas eran más estéticas. Sin embargo, existe un registro de un incidente en el cual una pesada peluca gache causó la muerte de una novia de 13 años de edad, ya que el peso de la peluca daño su cuello cuando se incorporaba para saludar a su suegro que entraba en el recinto. A causa de su costo elevado, algunas familias de familias de clases sociales bajas invertían de 6 a 7 años preparando una nueva peluca gache para su nuera.
Sin embargo, el gache también fue utilizada durante otras dinastías coreanas tales como la Goryeo, Goguryeo, Baekje, Silla, Balhae, Gaya, y Gojoseon. Estas pelucas eran decoradas con objetos de seda, oro, joyas, plata, coral, jade, etc. Ciertas decoraciones estaban reservadas para la realeza.
Tal era el frenesí de las mujeres por el gache que se continuó usando de forma clandestina a pesar de que por la muerte una novia en 1788 el  Rey Jeongjo prohibió por decreto real el uso del Gache, en el siglo XVIII el uso de esta peluca fue decayendo ya que se consideró contrario a los valores confucianos de la reserva y la moderación.
En siglo XIX las mujeres comenzaron a usar el jokduri, un pequeño sombrero que sustituyó al Gache. Sin embargo aun así el gache continuo teniendo de gran popularidad entre las kisaeng, inclusive en las bodas tradicionales. Un gache generalmente pesa alrededor de 3 a 4 kg.